# معبد ریوزن
معبد ریوزن (به ژاپنی: 霊山神社 Ryōzen Jinja) یک معبد شینتویی است که در کوه ریوزن در شهر داتا، فوکوشیما در ژاپن واقع شده‌است. این معبد توسط کامی، کیتاباتاکه آکینوبو ساخته شده‌است.